# Command and Control (livre)
Pour les articles homonymes, voir Command and Control.
Command and Control: Nuclear Weapons, the Damascus Accident, and the Illusion of Safety que l'on pourrait traduire par « Commandement et contrôle : armes nucléaires, l'accident de Damascus, et l'illusion de la sureté » est un livre écrit par Eric Schlosser et édité en 2013. Il a pour sujet l'histoire de l'armement nucléaire des États-Unis à travers le spectre de la défaillance de la sécurité dans la mise en œuvre ou la maintenance de ce type d'arme.

## Résumé
Dans son ouvrage, Eric Schlosser liste 1 200 accidents sur une période de dix-huit ans et fait notamment référence à l'explosion d'un missile Titan en 1980 et à l'écrasement d'un B-52 à Goldsboro en 1961,. Il donne également la parole au personnel qui travaille ou a travaillé à la maintenance des armes nucléaires et dans une perceptive plus « politique », montre que ce qui est couramment et simplement nommée « bombe atomique » est en fait un ensemble de systèmes complexes, souvent opaques et dont la sécurité repose sur de nombreuses approximations.

## Réception critique
Une critique dans le New York Times l'a décrit comme un « livre inquiétant mais fascinant » et au sujet de Schlosser comme un « meilleur journaliste qu'analyste politique ».
En parlant du livre, l'un des membres du Conseil consultatif sur la sécurité intérieure Lee H. Hamilton (en) a dit « La leçon de ce livre puissant et dérangeant, c'est que les arsenaux nucléaires mondiaux ne sont pas aussi sûrs qu'ils devraient l'être. Nous ne devrions pas nous réconforter dans nos compétences et notre bonne fortune pour prévenir une catastrophe nucléaire, mais urgemment déployer notre effort maximum pour s'assurer qu'une arme nucléaire ne se déclenche pas par accident, erreur ou calcul erroné ».
En 2014, Bruce G. Blair publie une critique et un résumé du livre dans The Nonproliferation Review du Middlebury Institute of International Studies at Monterey (en) et écrit au sujet de Schlosser et de son travail : « Il rend un service inestimable en montrant comment l'entreprise nucléaire aux États-Unis est devenue un voyou. »